# Siegmund Haunschild
Siegmund Haunschild (* 29. Dezember 1925; † 5. März 2014 in Markkleeberg) war ein bedeutender Judoka und Judo-Trainer in der DDR.

## Leben
Siegmund Haunschild nahm nach dem Zweiten Weltkrieg ein Sportstudium an der Berliner Universität auf. Während des Studiums interessierte er sich besonders für Judo. Gemeinsam mit seinem Kommilitonen Lothar Skorning begann er diese Sportart als Wettkampfsport zu trainieren. Als ab Ende 1948 Judo als Kampfsportart nicht mehr verboten war, nahm er an verschiedenen Judo-Turnieren teil. Bei den ersten DDR-Meisterschaften im Juni 1950 startete er im Leichtgewicht. Im Finale siegte er gegen Lothar Skorning, der als sein Trainer in dieser Gewichtsklasse favorisiert war. Mit der Mannschaft der BSG Mechanik Friedrichshain/Ost gewann Siegmund Haunschild 1951 auch die Berliner Einzelmeisterschaft und die erste DDR-Mannschaftsmeisterschaft. 
Nach dem Studium wechselte Haunschild 1951 als Sportlehrer nach Leipzig. Bei den sächsischen Landesmeisterschaften 1951 startete er für die HSG Leipzig im Leichtgewicht und wurde Landesmeister. Zusammen mit Lothar Skorning führte er als Lehrer und Judo-Trainer an der neu gegründeten Deutschen Hochschule für Körperkultur (DHfK) Judo in die Ausbildung der Sportstudenten ein. Bei den DDR-Meisterschaften 1951 und 1952 erreichte er nicht die Finalkämpfe. 1953 wurde er DDR-Vizemeister und beendete danach seine aktive Judo-Laufbahn.
Am Institut für Kampfsport an der DHfK wurde im September 1953 die eigenständige Fachrichtung Judo mit den Lehrkräften Horst Wolf und Siegmund Haunschild eingerichtet. Unter den Sportstudenten fand der Judosport viele Anhänger, die unter den Lehrern Wolf und Haunschild eine kampfstarke Judo-Sektion in der HSG Wissenschaft DHfK bildeten. 1954 legte Siegmund Haunschild vor dem Dan-Kollegium die Prüfung zum 1. Dan ab.
Nach der Gründung des Sportclubs an der DHfK übernahm Haunschild die Funktion des Judo-Cheftrainers. Das Sportstudium und die Trainerausbildung standen zwar im Vordergrund; gleichwohl gewannen unter Haunschild die Studenten Hubert Sturm (1959), Hans Müller-Deck (1960), Burkhardt Daßler (3×, ab 1962) und Helmut Howiller (4×, ab 1964) neun DDR-Meistertitel. 
Im Dezember 1955 wurde Siegmund Haunschild als Vizepräsident in das Präsidium der Sektion Judo im Deutschen Sportausschuß (DS) gewählt. In den Gremien und Kommissionen der Sektion Judo im DS und ab 1958 im Deutschen Judo-Verband (DJV) wirkte er als Präsidiumsmitglied in unterschiedlichen Funktionen an der Entwicklung des DDR-Judosports mit. So war er u. a. Mitglied des Trainerrates, der DJV-Leistungskommission und der Dan-Prüfungskommission.
Auf Grund seiner Verdienste als Judo-Trainer wurde Siegmund Haunschild 1964 der 2. Dan verliehen. Im Jahr 1966 legte er vor der Dan-Prüfungskommission des DJV die Prüfung zum 3. Dan ab. Die Judo-Mannschaft des SC DHfK Leipzig errang 1961 und 1965 die DDR-Vizemeisterschaft. 1966 und 1968 wurde der SC DHfK Dritter bei den DDR-Mannschaftsmeisterschaften.
Ab 1969 erfolgte auf Veranlassung des DJV die Konzentration der wettkampfstärksten Leipziger Judoka im Sportclub Leipzig (SCL). Wolfgang Schneider und Armin Lindner übernahmen als Judo-Trainer beim SCL die Aufgabe, eine leistungsstarke, wettkampforientierte Judo-Sektion aufzubauen. Haunschild, der 1970 vom DJV mit der Verleihung des 4. Dan geehrt wurde, blieb bis zur Schließung der Sporthochschule in der Trainerausbildung an der DHfK tätig.
Siegmund Haunschild verstarb am 5. März 2014 in Markkleeberg.

## Publikationen (Auswahl)
- Das System der Kadernominierung im Deutschen Judo-Verband. Theorie und Praxis des Leistungssports, 1966, Heft 3, S. 89–93
- Zur zweckmäßigen Entwicklung wettkampffester Bewegungseigenschaften und -fertigkeiten der Judoka im wettkampfnahen Training unter dem Aspekt der verbesserten Individualisierung. Theorie und Praxis des Leistungssports, 1969, Heft 11/12, S. 103–107 (Koautor: Horst Wolf)
- Zur Einordnung der Wettkämpfe in den Trainingsprozess unter Berücksichtigung des individuellen Belastungsoptimums. Theorie und Praxis des Leistungssports, 1971, Heft 6, S. 108–113 (Koautor: Hubert Sturm)
- Die Beziehungen des technisch-koordinativen Leistungsfaktors und ausgewählter Komponenten der konditionellen Leistungsfähigkeit zur Wettkampfleistung im Judo. Wissenschaftliche Zeitschrift der Deutschen Hochschule für Körperkultur, 1985, Heft 1, S. 72–79 (Koautor: Norbert Littkopf)
- Kann man Leistungsstrukturen erweitern? Wissenschaftliche Zeitschrift der Deutschen Hochschule für Körperkultur, 1987, Heft 28, S. 89–92